# アンリ・ド・モントー

モントーのモノグラム
(1866年)

アンリ・ド・モントー (仏：Henri de Montaut、1829年6月13日 - 1889年12月27日）はフランスの画家、デザイナー、版画家、イラストレーター、編集者。作品の署名にはH. de Hem, Monta, Hy などを用いている。

## 略歴
アンリ・ド・モントー（本名：アントニ・ヴィクトル・グザヴィエ・アンリ・ド・モントー）は、1829年6月13日にパリ6区のマラケ河岸（Quai Malaquais）17番で生まれた。彼の母親はソフィー・ブリス（Sophie Brisse）、父親はガブリエル・グザヴィエ・ド・モントー（Gabriel Xavier de Montaut）といい、兄のベルナール・モントー（Bernard Montaut）はのちに軍人となった。
モントーのイラストレーターとしての最初の作品はピレネー山脈のドローイングで、これはシャルル・バルグが出版社『Becquet frères』から版画として出版した。モントーはエドゥアール・リウーや、ジョルジュ・ルーなどのイラストレーターとともに、ピエール＝ジュール・エッツェルが出版するジュール・ヴェルヌの小説「驚異の旅シリーズ」の挿絵を描いた。彼の作品は『気球に乗って五週間』、『地球から月へ』、『ハテラス船長の冒険』などで見ることができる。
モントーは『ル・ジュルナル・プール・リール』などの定期刊行物への寄稿も盛んに行うほか、出版事業にも携わり、『ル・ジュルナル・イリュストレ』 や『ラヴィ・パリジェンヌ』では編集長を務めた。彼は1871年のパリ・コミューン後の1871年8月1日にセーヌ川国家警備隊隊長として、政治家のプロスペル・ド・シャスルー＝ローバの後援でレジオンドヌール勲章の騎士に任命された。1882年末には2年前にエルネスト・オシュデと共に創刊した月刊誌『L'Art de la mode』の編集長に就任した。
彼は1889年12月27日にパリで死去した。

## 作品

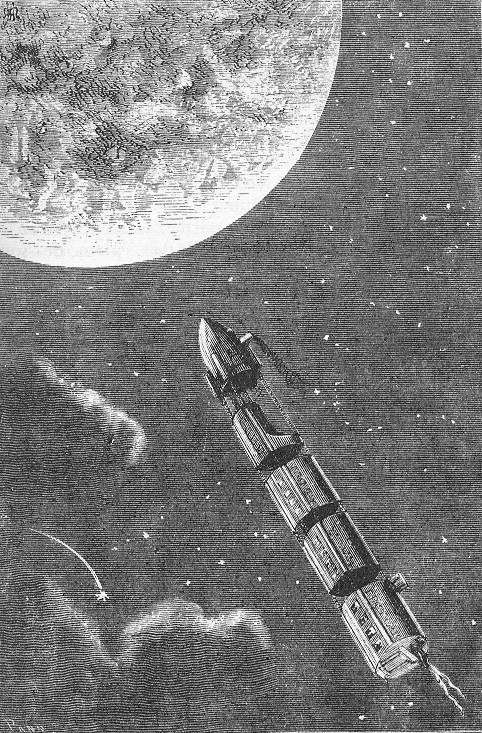
『地球から月へ』
『Les rois s'en vont- bon voyage!』 [1]
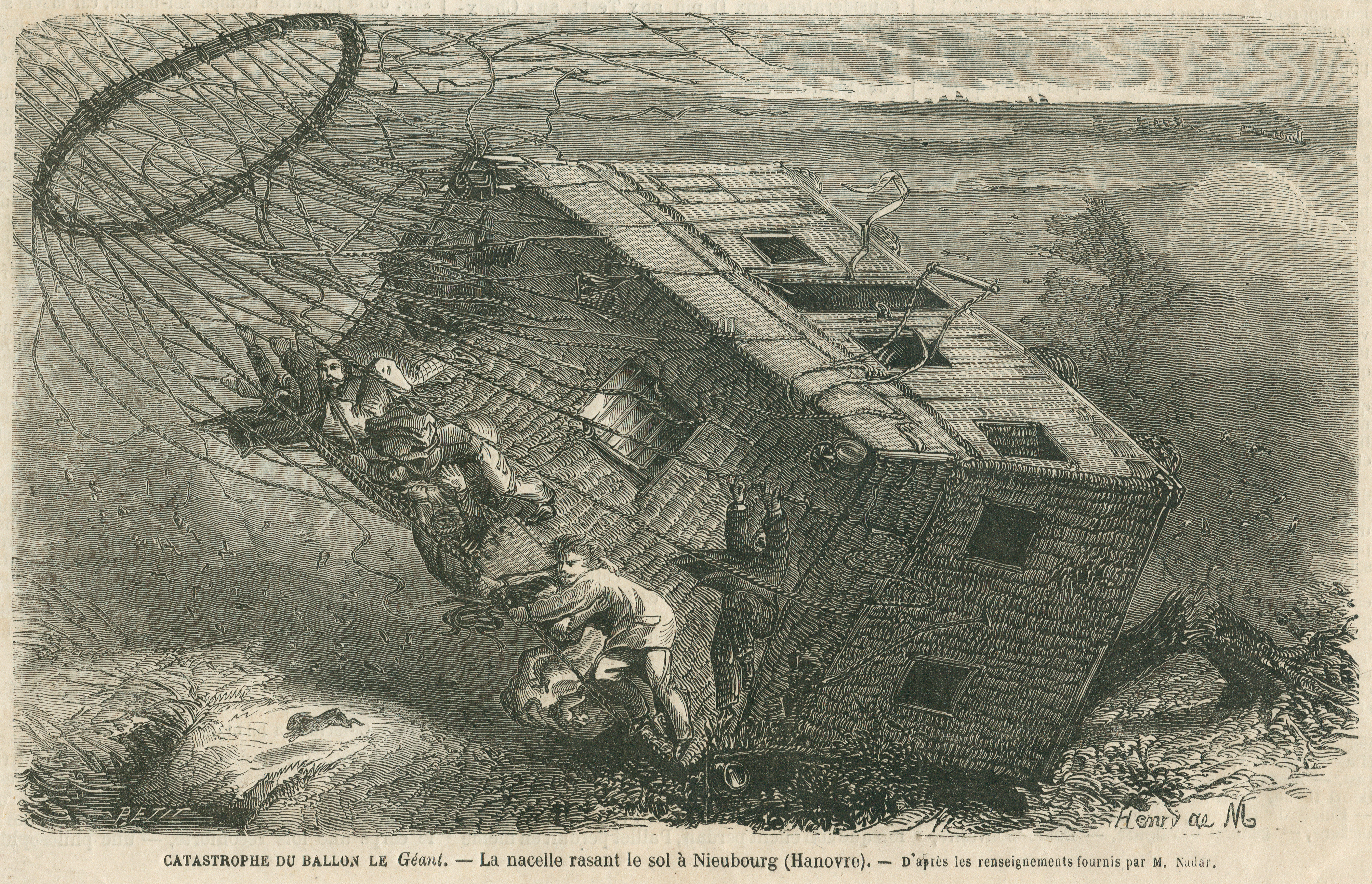
『ナダールの気球の失敗』
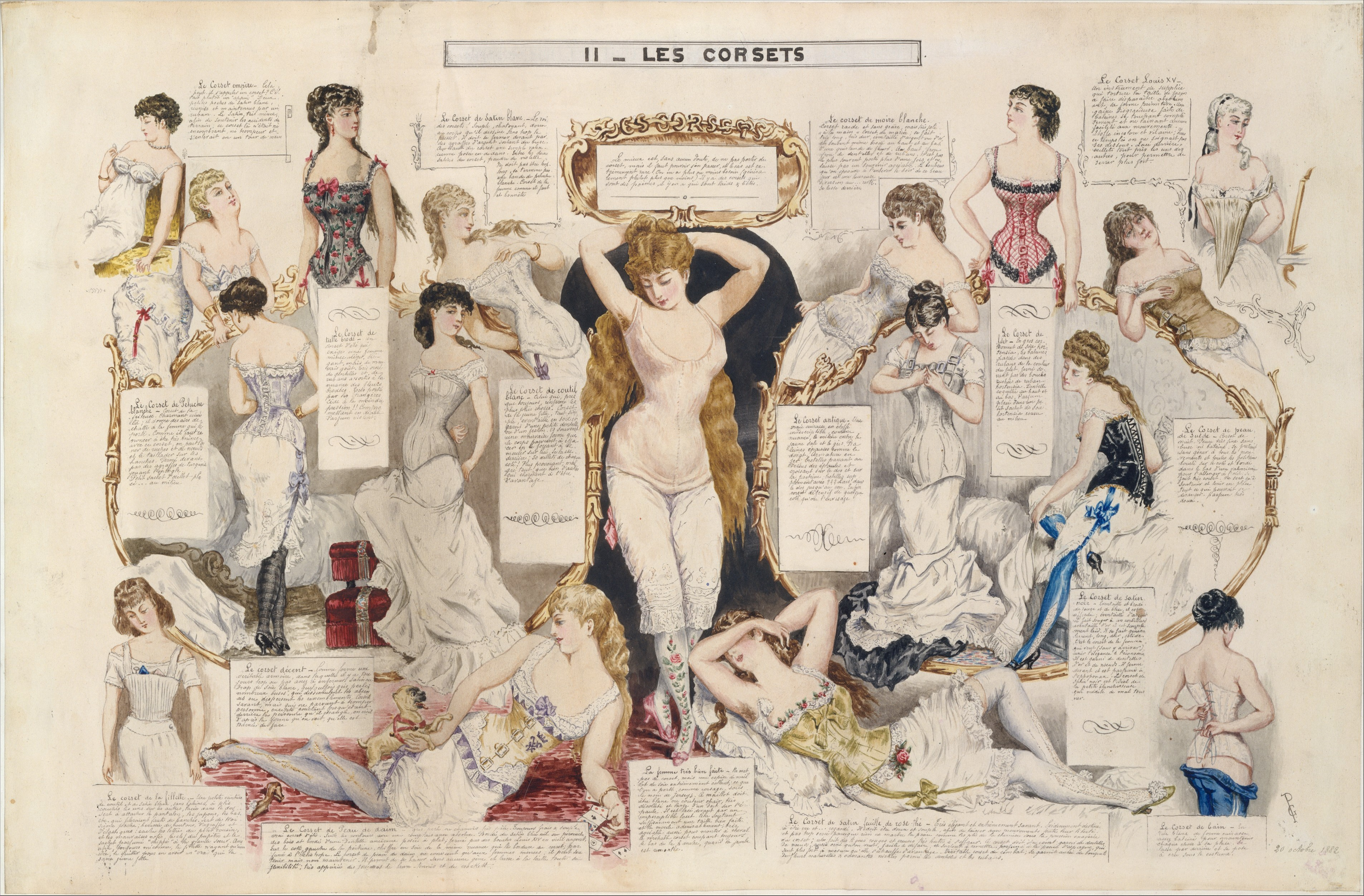
水彩画『女性の習作』